# Мазгар Раслан
Мазгар Раслан (араб. مظهر رسلان) — йорданський політик, двічі обіймав посаду прем'єр-міністра Зайордання.
Був членом Арабської партії незалежності та прибічником об'єднання арабських країн у Велику Сирію.